# Fritz Haber
Fritz Haber, nemški kemik judovskega rodu, nobelovec, * 9. december 1868, Nemčija, † 29. januar 1934, Nemčija.
Po njem je imenovan Haber-Boschev proces, ki ga je razvil skupaj s Carlom Boschem. Pri Haber-Boschevem procesu gre za katalitsko tvorbo amoniaka iz vodika in dušika pri visoki temperaturi in tlaku. Proces je pomemben za sintezo gnojil in eksplozivov na industrijski ravni. Po ocenah naj bi tretjina svetovne proizvodnje hrane uporabljala Haber-Boschev postopek, pri tem pa nahranjujejo okrog polovico svetovne populacije. Haber je v sodelovanju z Maxom Bornom razvil tudi Born-Haberjev ciklus, ki je ena izmed metod za ugotavljanje mrežne energije v ionskih snoveh. 
Fritz Haber je publicistično znan tudi kot »oče kemičnega vojskovanja« zaradi pionirskega dela na razvoju uporabe klora in drugih plinov v vlogi orožja med prvo svetovno vojno. Za preboj fronte med drugo bitko na Ypresu je predlagal uporabo klora. Njegovo delo je bilo kasneje uporabljeno, vendar brez njegove neposredne vloge, za razvoj Zyklona B, ki so ga nacistične oblasti uporabljale v plinskih komorah in s tem v okviru holokavsta pobile več kot milijon Judov.
Fritz Haber je leta 1918 prejel Nobelovo nagrado za kemijo za razvoj sintetičnega amonijaka. Je tudi eden najpomembnejših znanstvenikov in industrialnih kemikov v človeški zgodovini.